# Echiothrix
Echiothrix är ett släkte i familjen råttdjur med två arter som förekommer på Sulawesi.
Arterna är:
- Echiothrix centrosa lever på norra och centrala Sulawesi.
- Echiothrix leucura förekommer i nordöstra hörnet av Sulawesis norra halvö.

## Beskrivning
Dessa råttdjur når en kroppslängd (huvud och bål) av 20 till 25 cm och en svanslängd av 23 till 26 cm. Äldre källor skriver att svansen är kortare än djurens övriga kropp. Vikten är 220 till 310 gram. Pälsen är på ovansidan gråbrun och på undersidan krämfärgad till vit, ibland med gula eller röda skuggor. Några hår i pälsen liknar borstar eller taggar. Svansen är nästan helt naken och täckt med fjäll. Släktet kännetecknas av en spetsig nos och spetsiga öron. De båda arterna skiljer sig i detaljer av skallens och tändernas konstruktion.
Arterna vistas i tropiska skogar i låglandet. De är aktiva på natten och vistas vanligen på marken. Födan utgörs antagligen av daggmaskar och andra smådjur.
Båda arter fångas och dödas för köttets skull. Det största hotet är däremot skogsavverkningar. IUCN listar Echiothrix centrosa som sårbar (VU) och Echiothrix leucura som starkt hotad (EN).